# Sesqui Islands
Sesqui Islands är en ö i Kanada.   Den ligger i territoriet Nunavut, i den centrala delen av landet, 3 200 km nordväst om huvudstaden Ottawa.